# Міст Патона
Міст імені Патона — один із мостів через Дніпро у Києві. Перший у світі суцільнозварний міст завдовжки 1543 метри. Безпосередню участь у проєктуванні та будівництві моста брав академік Євген Оскарович Патон, на честь якого названо цю споруду. Міст знаходиться у державній власності, у 2021 році передане на баланс Міністерства відновлення під «Велике будівництво».

## Історія
Будівництво моста було розпочато 1939 року, припинене — у вересні 1941 року через відступ радянських військ з Києва. Втім, вже на початку 1942 року на побудованих опорах мосту нацистами було продовжено будівництво. Побудований тимчасовий міст отримав назву на честь німецького воєначальника часів Третього Рейху, генерал-фельдмаршала Вальтера фон Райхенау. Будівельні роботи проводилися угорськими саперними частинами. Міст фон Райхенау добре видно на аерофотознімках, зроблених люфтваффе у 1943 році. Восени 1943 року, при відступі нацистів, цей міст було знищено.
Сучасний міст введений в експлуатацію 5 листопада 1953 року.

## Конструкція
Міст балкової конструкції, з суцільними головними балками двотаврового перерізу довжиною 58 і 57 м, висотою 3,6 м, 26-пролітний, з опорами на кесонній основі. Пролітні споруди складаються з 264 однотипних блоків довжиною 29 м, під час монтажу яких було зварено 10668 м швів. Ширина проїзної частини 21 м, ширина тротуарів — по 3 м. Для покращення безпеки руху в 1968 році на мосту Патона була влаштована напівжорстка декоративно-художня огорожа (вперше в СРСР). Її виконало підприємство з м. Донецьк «Ремкоммунелектротранс». З 1 листопада 1954 року і до 9 червня 2004 року по мосту проходила трамвайна лінія.
В'їзд на міст зі сторони правого берега оформлений пропілеями доричного ордера, з лівого — двома колонами висотою 20 м.
Проєктували і будували міст Патона:
- Інститут «Укрпроектстальконструкція», Київ.
- Трест Мостобуд № 1, Київ.
- Інститут електрозварювання імені Є. О. Патона АН УРСР.
- Дніпропетровський завод металоконструкцій ім. І. В. Бабушкіна.

## Трамвай на мосту Патона
Ще на початку 2000-х мостом проходила одна з найважливіших трамвайних ліній Києва, що сполучала лівобережну частину системи київського трамвая з правобережною. Проте протягом реконструкції мосту Патона у 2004 з нього було знято трамвайні колії. Це спричинило розділення київського трамвая на дві мережі: лівобережну та правобережну. Це викликало непоодинокі акції протесту і збори підписів проти припинення трамвайного сполучення між берегами Дніпра.
Після реконструкції, мостом Патона пройшла тролейбусна лінія, проте вона не здатна перевезти трамвайні пасажиропотоки.
У 2006 також планувався демонтаж трамвайних колій на Набережному шосе, без яких неможливе відновлення трамвайного сполучення через міст Патона. З приходом до влади Леоніда Черновецького демонтаж відклали, а у 2008 мерія спростувала інформацію про демонтаж колій на цій вулиці.
Згодом з'явилася інформація про плани відновлення трамвая на мосту Патона, проте вже за рік було оголошено про демонтаж трамвайних колій з Контрактової площі, без яких лінія по Набережному шосе стане ізольованою, а її значення при можливому відновленні колій мостом Патона буде знівельованим.
У 2011 лінію по Набережному шосе закрили та протягом семи років демонтували (остання ділянка демонтована на початку жовтня 2018).
У 2014 з'явилася ідея трамвайного кільця, яка передбачала будівництво лінії Подільським мостовим переходом та відновлення лінії мостом Патона.
У жовтні 2015 транспортний інженер Департаменту архітектури та містобудування Віктор Петрук запропонував реалізувати ідею трамвайного кільця, відновивши спочатку лінію мостом Патона. Схожі ідеї з'явилися в 2018, проте будівництво лінії Подільським мостом вже не передбачали.
Наприкінці листопада 2018 зареєстрована електронна петиція, яка пропонує об'єднати трамвайну мережу Києва, відновивши лінію мостом Патона.

## Реконструкція
Вперше про необхідність реконструкції мосту заговорили у 1990-ті рр. Але на той час, на це не було коштів. 
За понад 70 років існування моста його реконструювали лише один раз – у 2004 році, коли демонтували трамвайні колії. З того часу стан споруди суттєво погіршився, корозія сильно пошкодила несну конструкцію. 
У 2008 році про реконструкцію заговорили знову у зв'язку з підготовкою до Чемпіонату Європи з футболу 2012. Був навіть розроблений проєкт, за яким планувалося зняти залізобетонне покриття і замінити більш легким металевим. За рахунок зменшення навантаження, несучі балки зможуть витримати 8 смуг руху, замість 6-ти. Загальна ширина мосту збільшиться з 21 до 38 метрів. Втім через фінансові проблеми, реконструкцію відклали на невизначений термін. 
Процеси руйнування почали активно розвиватися після 2013 року. Тоді на мосту Патона змінювали комунікації, які розташовувалися під тротуарами. Відповідно, розбивали асфальт і бетонну плиту, а сміття падало на металеві конструкції. Через сміття металеві конструкції швидше окислювалися й втрачали товщину, розповідали у Інституті електрозварювання імені Патона.
У 2018 році міст Патона офіційно віднесли до пʼятого експлуатаційного стану, тобто він вважається непрацездатним.
В 2020 році міст визнано аварійним, проте на підготування всіх документів потрібно ще 2 роки. Після обстеження у 2020 році на мосту заборонили рух крайніми смугами. Також став заборонений в’їзд транспорту з навантаженням на вісь понад 6 тонн.

## Надзвичайні події

### Падіння автобуса (1967)
25 квітня 1967 року  з моста імені Патона в Дніпро впав пасажирський автобус маршруту № 41 «Місто Бровари — Палац спорту».
Автобус марки ЛАЗ-695Е, держномер 93-36 КИГ, рухався з лівого берега. За кермом був 25-річний водій Микола Опанасенко.
Приблизно о 15.40 під час спроби обгону вантажівки-рефрижератора на швидкості близько 30 км/год зачепився за бампер трамвая 28 маршруту №5017, що рухався в тому ж напрямку. Унаслідок цього автобус занесло в лівий бік, він перетнув міст і, пробивши чавунну огорожу, впав у річку з висоти 18 метрів. 
Після падіння в ріку автобус затонув на відстані 30 метрів від моста на глибині 11 метрів.
За свідченнями очевидців та тогочасних співробітників ДАІ (зокрема, В'ячеслава Богаденка, колишнього заступника начальника ГУ ДАІ МВС України), причиною аварії стала неуважність водія, який занадто пізно помітив вантажівку попереду й спробував уникнути зіткнення, різко повернувши ліворуч.
Згідно з архівним записом автопідприємства № 7 (АП-7), унаслідок ДТП загинуло 27 осіб, включно з водієм та кондуктором, ще 5 осіб вижило. Проте за спогадами П.Ю. Шелеста, в аварії насправді загинуло 45 осіб, вижило двоє, яким удалося вистрибнути з автобуса. Серед загиблих був і відомий баскетбольний тренер команди СКА, майстер спорту СРСР Н.К. Каракаш'ян. Крім того, Петро Шелест наводить іншу дату трагедії — 24 квітня. У джерелах фігурують й інші цифри загиблих унаслідок аварії: 37 осіб, понад 40, 54 особи. Син автоінспектора Миколи Прохоровича Онупка, учасника рятувальної операції, стверджує, що з води було врятовано 6 осіб — 5 жінок і одного чоловіка, але останній помер уже на березі.
Інформацію про трагічну подію було приховано від населення, уперше публікації на цю тему в радянській пресі з'явилися наприкінці 1980-х років. 
На місці зруйнованої частини огорожі мосту деякий час були тимчасові дерев'яні перила.

### Інші аварії
- У 1969 (1970?) році з мосту Патона в Дніпро впав службовий автобус заводу «Комуніст».
- У 1970-ті роки внаслідок ДТП туристичний автобус марки «Ікарус-люкс» пробив огорожу мосту Патона й зависнув передніми колесами над Дніпром[18].

## Галерея

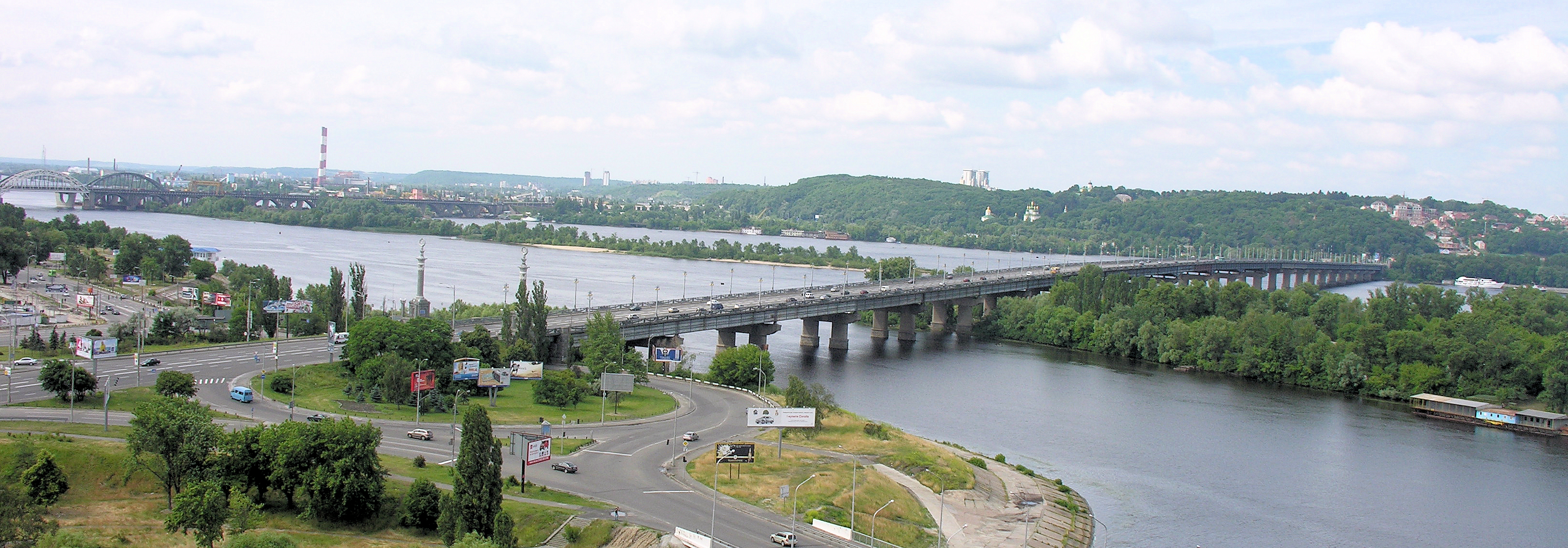
Міст, вид з лівого берега
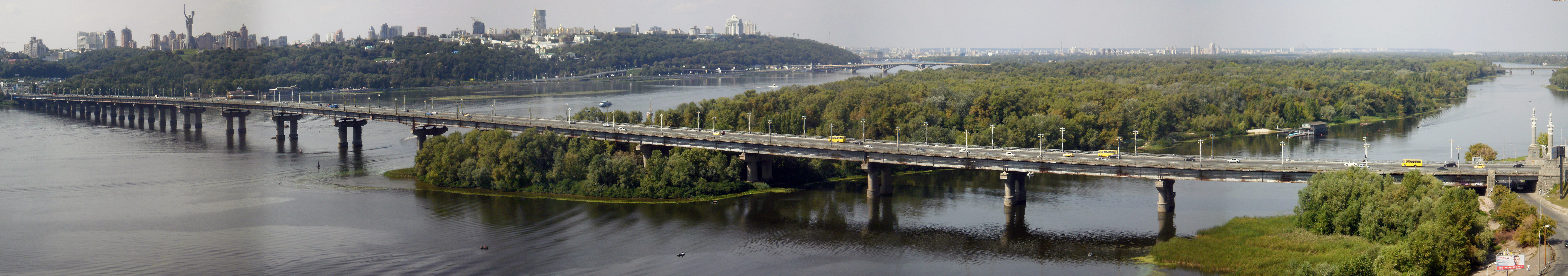
Панорама мосту

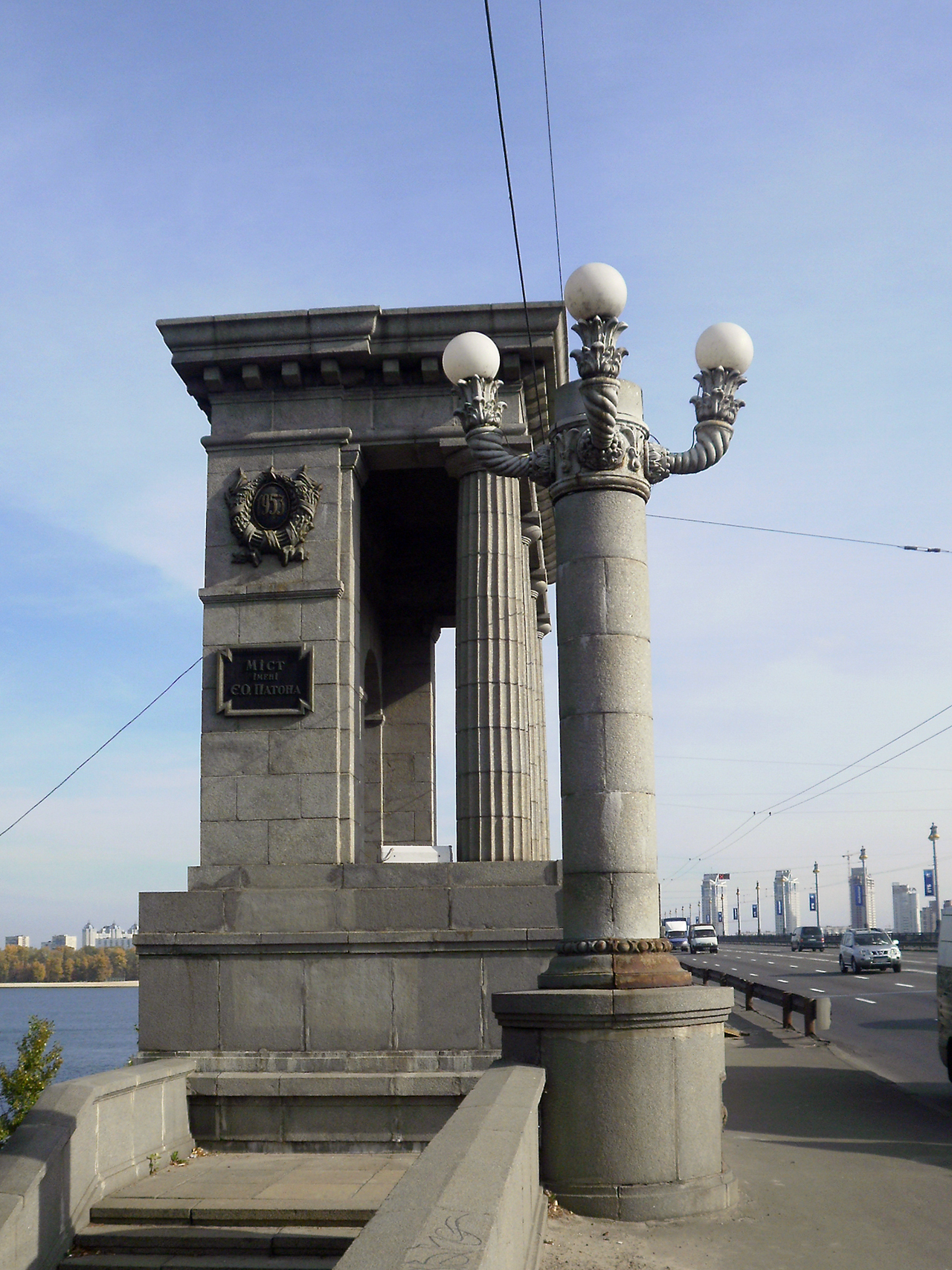
Північні пропілеї
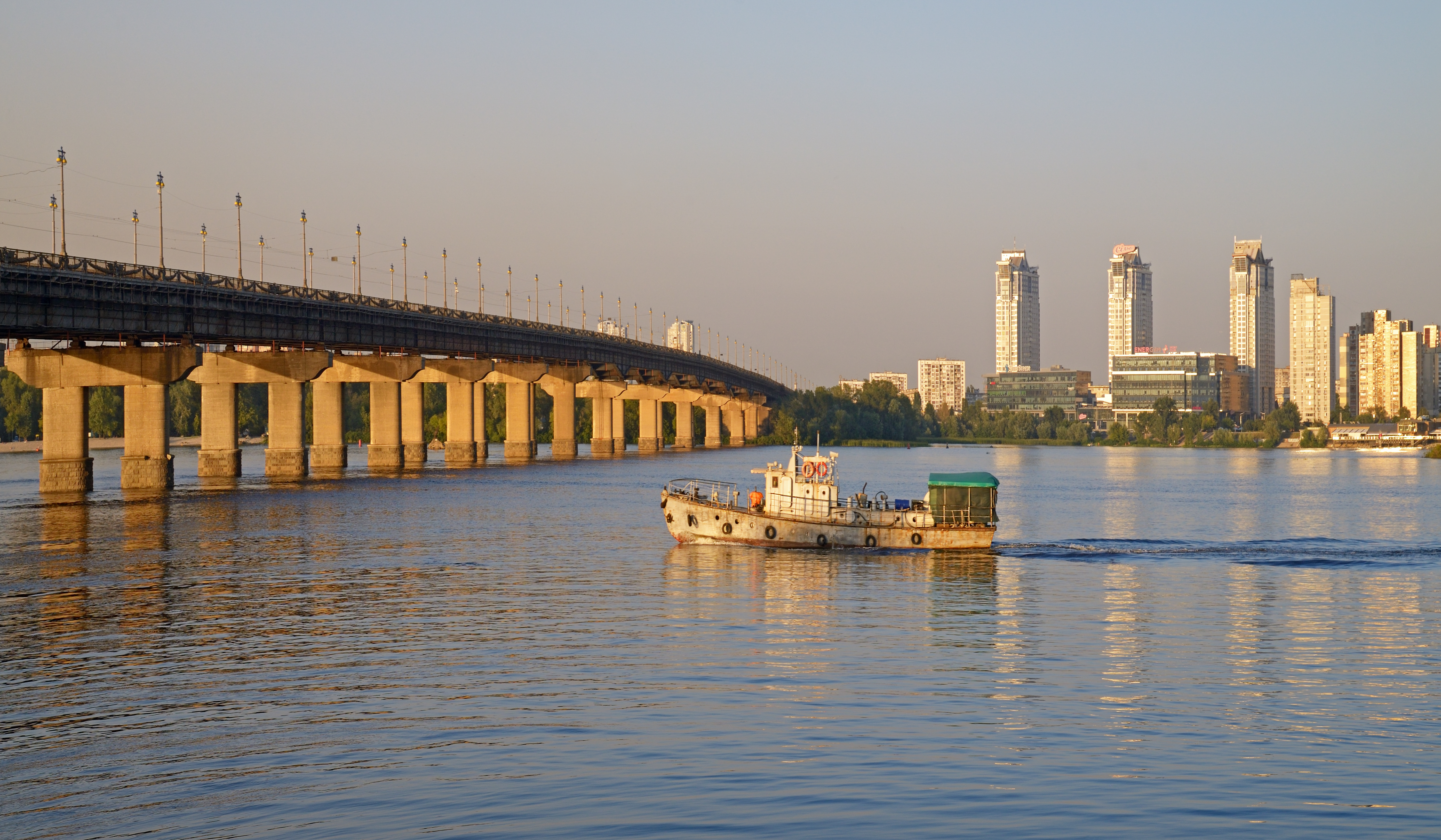
Міст Патона і район Березняки
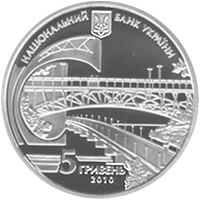
Міст Патона на пам'ятній срібній монеті «Євген Патон»
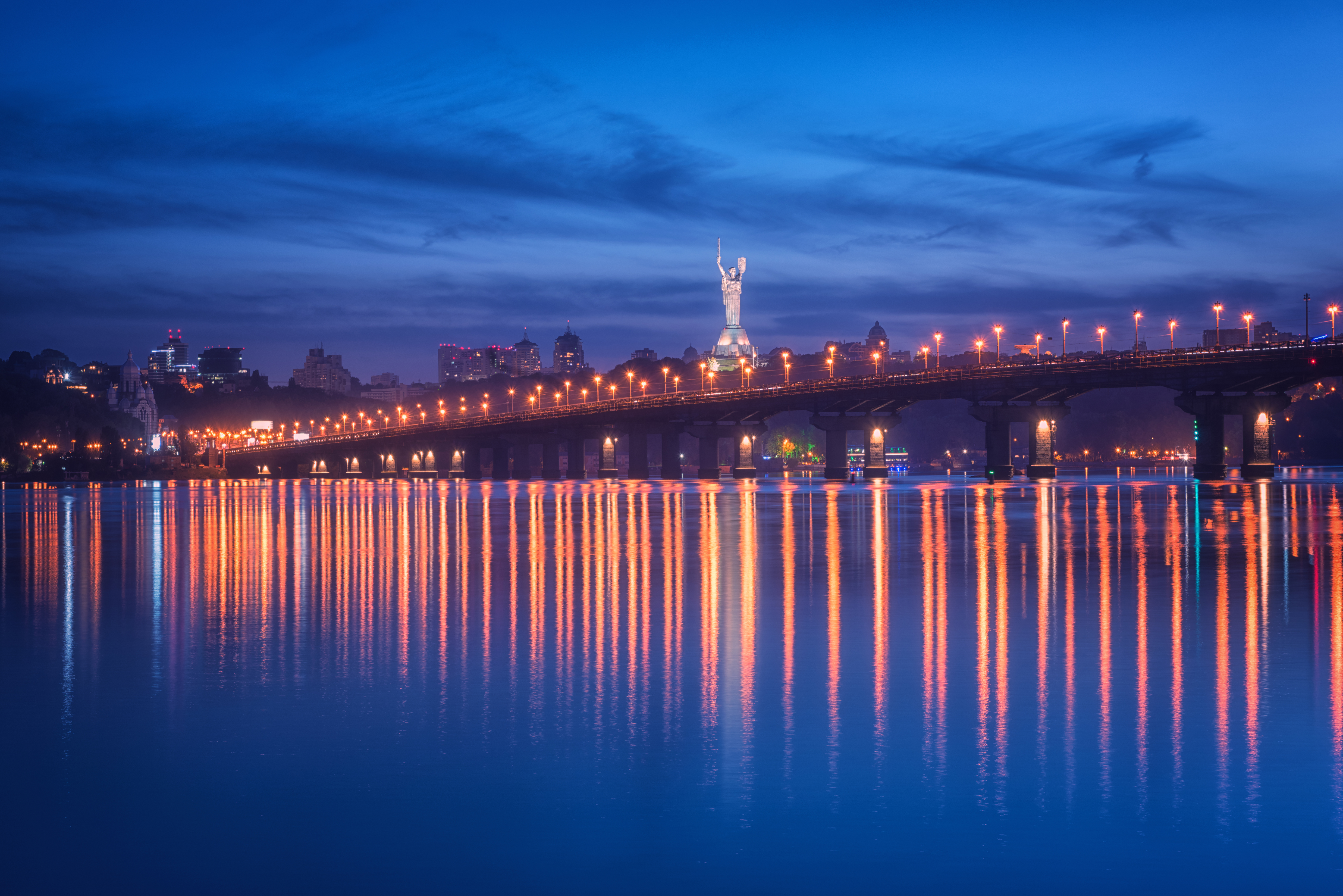
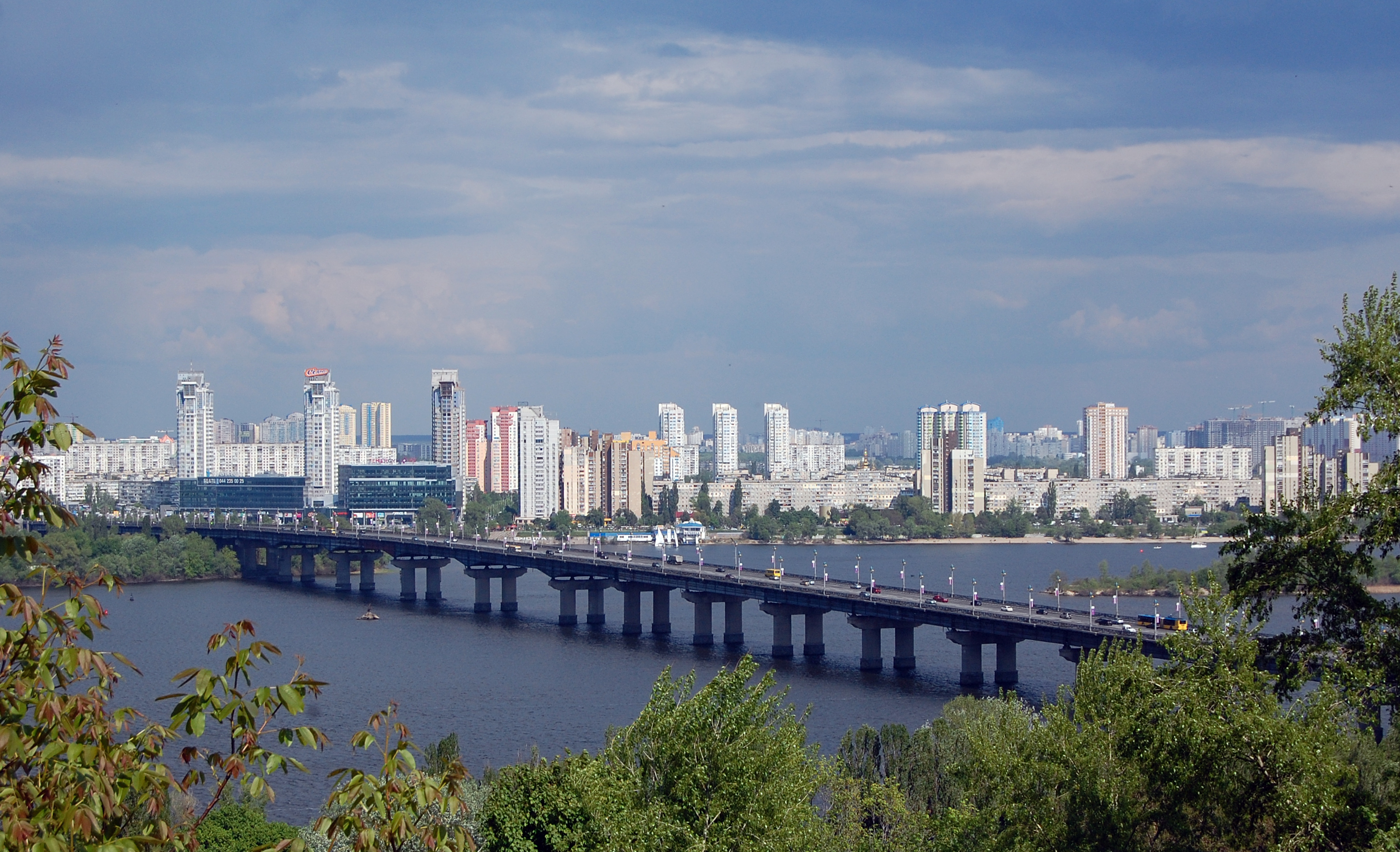